# 선군절
선군절(先軍節)은 조선민주주의인민공화국에서 매년 8월 25일에 선군정치를 시작한 것을 기념하는 국가적 명절이자 국가적 휴식일이다.

## 역사
1995년 1월 1일 김정일이 평양근교에 있는 다박솔 초소를 방문한 날을 선군정치 시작으로 삼았다. 이후 김정일이 김일성과 같이 1960년 8월 25일 류경수 105근위 땅크사단을 현지지도한 날을 기려 2000년대 초에 선군혁명 영도 기념일로 지정했다가 2005년 6월에 선군절로 정했으며, 2013년 8월 25일 김정일 국방위원장의 선군영도 개시 50주년을 맞아 최고인민회의 상임위원회에서 선군절을 휴식일로 제정했다.
서울 류경수 제105탱크사단은 한국전쟁 당시 서울에 최초 진입한 부대이름이다.

## 배경
2009년 4월 9일 최고인민회의 제12기 제1차 회의에서 조선민주주의인민공화국 사회주의헌법을 개정하여 전문에 있던 ‘공산주의’라는 단어를 삭제하고 대신 ‘선군사상’과 ‘주체사상’이라는 단어를 병기해 넣으면서 주체사상과 함께 선군사상을 조선민주주의인민공화국의 통치 이념에 추가해서 명문화했다.

## 기념

조선인민군 최고사령관기

선군절을 맞아 기념행사가 진행되고, 인민군 부대와 구분대에서는 인민군 최고사령관기를, 국가기관과 기업소, 단체들과 가정에서는 공화국 국기를 게양한다.

## 같이 보기
- 조선민주주의인민공화국의 공휴일